# Patrick Jonker
Patrick Jonker es un antiguo ciclista australiano nacido en Ámsterdam (Países Bajos) el 25 de mayo de 1969. Fue profesional de 1993 a 2004.
Presenta doble nacionalidad, fue campeón de Holanda de contrarreloj en 1998 y medalla de bronce en los Campeonatos de Australia en Ruta en 2003. También ganó la Ruta del Sur y el Gran Premio de Valonia. Se retiró en 2004 después de haber ganado su última carrera, el Tour Down Under.

## Palmarés
1996
- 1 etapa de la Volta a Cataluña

1997
- Ruta del Sur

1998
- Campeonato de los Países Bajos Contrarreloj

1999
- Gran Premio de Valonia

2003
- 3.º en el Campeonato de Australia en Ruta

2004 (como amateur)
- Tour Down Under

## Resultados en las grandes vueltas

### Tour de Francia
- 1994 : abandono
- 1996 : 12.º
- 1997 : 62.º
- 1998 : 34.º
- 1999 : 97.º

### Giro de Italia
- 1995. 44.º

### Vuelta a España
- 1997. 73.º